# Platythelys venustula
Platythelys venustula là một loài thực vật có hoa trong họ Lan. Loài này được (Ames) Garay miêu tả khoa học đầu tiên năm 1977.